# Hans Bloemendal
Hans Bloemendal (Fulda, 4 februari 1923 - Malden, 7 oktober 2015) was een vooraanstaande biochemische wetenschapper en een bekende chazan.
Zijn wetenschappelijke carrière waarin hij vooral bekendheid vergaarde met zijn onderzoek naar ooglenseiwitten en eiwitsyntheses aan de Universiteit van Nijmegen, heeft hij gedurende zijn naoorlogse leven permanent gecombineerd met zijn rol als oppervoorzanger van de Nederlands-Israëlietische Hoofdsynagoge in Amsterdam.

## Biografie

### Jeugd in Fulda (1923-1937)
Zijn orthodox-joodse Nederlandse ouders woonden in de Duitse stad Fulda, toen Hans Bloemendal in 1923 aldaar werd geboren. Hij was van jongs af aan lid van het sjoelkoor van de lokale synagoge. Hij wilde echter solozingen en toen een van de solozingers de baard in de keel kreeg, greep Bloemendal zijn kans. De combinatie van zijn joodse opvoeding en de muzikale opleiding zouden essentiële voorwaarden zijn om chazan te worden.

### Amsterdam (1937-1939)
In de jaren 1930 werd het onmogelijk voor Bloemendal om in Fulda als Joodse jongere verder te studeren en zijn ouders stuurden hem in 1937 naar Amsterdam. Bloemendal deed er aanvankelijk auditie voor het conservatorium en werd aangenomen voor een opleiding tot operazanger. Maar de auditie afnemende docente wees Bloemendal er onder meer op dat hij als operazanger ook op sabbat zou moeten werken. De orthodox-joodse Bloemendal koos toen maar voor de HBS.
Zijn ouders en zusje zouden hem in 1938 naar Amsterdam volgen na de Kristallnacht te hebben meegemaakt.
Uiteindelijk heeft Bloemendal nooit een specifieke opleiding tot voorzanger gevolgd. Daarentegen bezocht hij voor de oorlog regelmatig de Grote Synagoge, het huidige Joods Historisch Museum. Hij leerde de Joodse muziek door er aandachtig naar te luisteren. Zijn godsdienstige opleiding was echter gedegen en essentieel voor zijn ontwikkeling tot chazan; de Hebreeuwse tekst is voor een voorzanger veel belangrijker dan de melodie omdat van de chazan verwacht wordt dat hij begrijpt wat hij zingt.

### Oorlogsjaren (1939-1945)
In de oorlog wist Bloemendal tijdens een razzia te ontkomen door zich te verstoppen, terwijl zijn ouders en zijn enige zusje wel werden opgepakt, in de Hollandse Schouwburg opgesloten en later in het concentratiekamp van Sobibór werden vermoord.
Hij heeft daarna ondergedoken gezeten bij een katholieke familie in Alphen aan den Rijn, die vele joden heeft geholpen. Rachel Braasem, zijn toekomstige vrouw, leerde hij daar kennen.
Van zijn uitgebreide familie was aan het einde van de oorlog het aantal overlevenden, inclusief hemzelf, slechts op een hand te tellen.
Bloemendal heeft nagenoeg nooit over deze traumatische periode in zijn leven willen vertellen, en wilde zelf het woord 'trauma' nooit in de mond nemen. Hij heeft een keer in een interview van 1995 een boekje opengedaan over deze tijd, maar heeft daarvan lang spijt gehad. Hij werd om het wegduwen van het verleden door Wim Kayzer na een lang tv-interview "een meester in het verdringen" genoemd.
Deels om het verleden van zich af te schudden en deels vanwege zijn "rusteloze geest", stortte hij zich na de oorlog in een bijzonder drukbezet leven.

### Naoorlogse leven (1946-2015)

#### Privéleven
In 1947 trouwde Bloemendal met zijn eerste vrouw die hij tijdens het onderduiken in Alphen aan den Rijn had leren kennen. Hij kreeg met haar drie kinderen die zij samen hebben opgevoed in Amsterdam. In 2011 trouwde hij mijn zijn tweede vrouw.

#### Joods-culturele activiteiten
Direct na 1945 stortte Bloemendal zich op het Joodse jeugdwerk. Hij schreef kinderverhalen en organiseerde diensten voor jongeren en jeugdkampen. De toen door hem opgestarte jeugdvereniging Tikwatenoe (Onze hoop) bestond anno 2000 nog.

#### Chazan-carrière
Kort na de oorlog deed hij af en toe een dienst in het bejaardenhuis De Joodse Invalide aan het Weesperplein in Amsterdam. Wanneer de toenmalige voorzanger van de synagoge aan de Jacob Obrechtstraat (de huidige Raw Aron Schustersynagoge) er in 1949 kort voor enkele belangrijke feestdagen mee ophield, noemden de ouderen Bloemendal als kandidaat. Omdat hij echter niet alle melodieën kende, klopte Bloemendal aan bij de weduwe van een andere voorzanger. Zij zong melodieën voor die Bloemendal noteerde, en vervolgens meenam naar de synagoge. Hij slaagde en mocht aanblijven.
Ondanks deze ervaring en zelfs al was de optie van operazanger voor de oorlog al afgeschreven was het nog geen uitgemaakte zaak dat Bloemendal chazan zou worden. In de periode dat hij aan de Amsterdamse universiteit studeerde, nam Bloemendal zanglessen bij Herman Scheij en operazangeres Corrie Bijster. Hij beschouwde Bodi Rapp echter als zijn grootste leermeester, die ook grootheden als Elly Ameling en Aafje Heynis onder haar hoede had. Hij kwam toen geregeld met anderen bijeen om delen uit opera's te zingen.
Met derden trad hij trad ook op gedurende joodse feesten en gelegenheden als bijverdienste naast zijn studie.
Uiteindelijk heeft Bloemendal ruim zestig jaar als chazan voorgezongen. Dit is een unicum binnen het Nederlands chazanoet dat teruggaat tot 1615. Gedurende zijn zangcarrière is er veel van zijn muziek uitgegeven (zie onderstaande discografie). Tezamen met zijn concerten heeft dit hem grote nationale bekendheid bezorgd.

#### Wetenschappelijke carrière
Na de oorlog heeft hij eerst zijn eindexamen HBS gedaan, en van 1949 tot 1954 studeerde hij scheikunde aan de Universiteit van Amsterdam. Vervolgens is hij in 1957 gepromoveerd op de biochemische karakterisering van ooglens-eiwitten. Dit werd het begin van zijn wetenschappelijk oeuvre, en Bloemendal zette het baanbrekend onderzoek naar deze ooglenseiwitten in Nijmegen voort.
Als postdoc heeft hij enige tijd doorgebracht in het laboratorium van Fritz Lipmann in het Rockefeller Institute te New York, alwaar onderzoek gedaan werd op het gebied van de eiwit-biosynthese. Dit werd de tweede interesseveld van Bloemendals wetenschappelijk werk.
Terug in Nederland kwam hij terecht in het Nederlands Kanker Instituut, destijds in de Sarphatistraat in Amsterdam. Hij werkte daar onder meer samen met Leendert Bosch. Hun onderzoek ging over eiwitbiosynthese, maar daarnaast deed Hans ook weer proeven met ooglens-eiwitten, wat minder relevant was voor kanker.
In 1965 werd hij benoemd tot hoogleraar in de biochemie aan de Universiteit van Nijmegen, tegelijk met Sjoerd Bonting. Dat betekende dat er twee niet-katholieke hoogleraren in een klap waren aangenomen, hetgeen toendertijd bijzonder was in het katholieke Nijmegen. Bovendien waren ze beiden ook nog eens prominente leden van hun eigen kerkgenootschappen: Bonting als Anglicaans priester en Bloemendal als chazan van de Israëlitische Hoofdsynagoge in Amsterdam.
Bloemendals werk in de velden van ooglenseiwitten en eiwitsyntheses was baanbrekend en gaf hem grote internationale bekendheid. Het promotieonderzoek van een van zijn promovendi over de isolatie van het boodschapper-RNA voor het ooglens-eiwit alfa-crystalline was een spectaculaire prestatie van vóór het recombinant DNA. Het combineerde op mooie manier zijn beide onderzoeksvelden, namelijk eiwitbiosynthese en ooglenseiwitten.
Tot 1988, het jaar dat hij zijn pensioengerechtigde leeftijd bereikte, had Hans Bloemendal de leiding over het Nijmeegs Biochemisch Laboratorium. Op de suggestie dat hij met pensioen kon heeft hij woedend uitgehaald: "Alsof je ineens seniel bent geworden", vond hij. Hij heeft dan ook nog jarenlang met een eigen team bijgedragen aan onderzoek van het Laboratorium voor Biochemie aan de Radboud Universiteit.
Aan het einde van zijn carrière kon hij bogen op zo'n vijfhonderd wetenschappelijke artikelen op het gebied van de biochemie en de moleculaire biologie, en hij heeft meer dan tachtig promovendi begeleid bij het behalen van hun doctorstitel. De promotie van zijn tachtigste promovendus viel overigens bij toeval samen met zowel zijn tachtigste verjaardag alswel het tachtigjarig bestaan van de Radboud Universiteit in 2003, waarvan hij inmiddels een boegbeeld was geworden.

## Publicaties

### Wetenschappelijke publicaties
Onderstaande is een selectie uit Bloemendals oeuvre van wetenschappelijke werken:
- Body Surface Mapping of Cardiac Fields (1972)
- Cell Separation Methods (1977), Publishing Company
- Molecular and Cellular Biology of the Eye Lens (1981), John Wiley and Sons

### Joods-culturele publicaties
- Amsterdams Chazzanoet. Synagogale muziek van de Ashkenazische Gemeente (1990), Uitgeverij F. Knuf, Buren Dit verzamelwerk wordt als een standaardwerk beschouwd welke de composities van de Amsterdamse oppervoorzangers vanaf 1815 bevat.[2][3][17]
- In memoriam (1995). Het in 1995 ter gelegenheid van de vijftigste herdenking van de bevrijding van Nederland door Bloemendal gepubliceerde In memoriam is een ‘monument in boekvorm’ voor de 103.000 Joodse Nederlanders die de Tweede Wereldoorlog niet hebben overleefd. Zij worden in wat feitelijk een naslagwerk is in alfabetische volgorde vermeld met datum en plaats van geboorte en dood.[18]
- Het kasjroet (1950), Opperrabbinaat voor Nederland, Uitgeverij Grimbergen Boeken
- "Meesterlijk koormeester en componist", een feature artikel in het Nieuw Israelietisch weekblad van 11 november 1994.[19] Ter nagedachtenis van de toen honderdste sterfdag van Louis Lewandowski.

### Kinderverhalen
Bloemendal heeft veel kinderverhalen van Joods-culturele aard geschreven en samengesteld. Onderstaande is een selectie hiervan:
- Een handvol verhalen (1980), Uitgeverij Kosmos[20]
- Een licht aan de Klaagmuur (2000), Uitgeverij Contact. Dit boek is ook in het Duits uitgegeven. het is een herziene uitgave van De sjofar van Alexandrië dat Bloemendal kort na de oorlog geschreven had.[3]
- Volksverhalen uit kleurrijk Nederland (1990), Lemniscaat Rotterdam[17]

### Toneel
Bloemendal heeft ten minste vijf toneelstukken geschreven. Het eerste heette De Wondermenorah, een sprookje op te voeren door kinderen.

## Discografie
Een willekeurige selectie uit Bloemendals muziek:
- Hoge feestdagen in Amsterdam (1961), LP, Phonogram[22]
- Music Of The Sabbath (1966), (LP, Album) Monument
- Chanoeka (1966), Decca. lichtenfeest Cantor: Hans Bloemendal met koor en orkest o.l.v. Ger van Leeuwen
- Het Joodse Bruidje (1972), Delta. Met Koor en Orkest o.l.v. Anton Krelage
- Bensjen (1973), Bovema Special Products. Begeleiding: Chassidic Blues
- Sederavond (1976), Joods Nationaal Fonds, een LP die Bloemendal met zijn zoon Asher maakte.
- Chants throughout the Jewish year (1987)
- The Jewish Song (1994), (CD, Album) Philips Classics Productions
- Les chemins de l’esprit, chants sacrés catholiques, protestants, juifs et orthodoxes (1995), verzamelalbum, Philips Classics Productions. Onder de mede-uitvoerenden waren onder andere Nicolai Gedda, Kiri te Kanawa, Elly Ameling en José Carreras.[2]
- Kedushah : and other chants from the Amsterdam Synagogue (1998), Philips Classics
- "Buitengewoon succesvol album" (2000) 3 CD’s , Universal Classics[2]
- Amsterdamse synagogale recitatieven en gezangen (2002) (Nederlands-Israëlitisch Kerkgenootschap), 8 cd-box[17]
- Singers Of The Amsterdam Synagogue, Ger van Leeuwen, Hans Bloemendal - Jewish Sacred Songs (CD, RE) 2005, Philips
- Amsterdam Synagogue, Hans Bloemendal - Jewish Sacred Songs (1997), Philips classics
- Schlof Main Kind (2010) (cd, Album)
- The Amsterdam Synagogue.Chants Throughout The Jewish Year (1987), Philips Classics.
- Tefillot Shebe’al Peh, Amsterdamse chazzanoet noesach (2017), op 8 cds[23]

## Lidmaatschappen
- 1973: Oprichter en editor-in-chief van het tijdschrift Molecular Biology Reports[17]
- 1965: Nederlandsche Vereniging voor Biochemie[24]
- European Molecular Biology Organisation
- International Society Eye Research[17][25]
- Comité van aanbeveling van de Leo Smit Stichting[17]

## Eervolle vermeldingen
- 1984: Endre Balazsprijs, van de International Society Eye Research, voor zijn fundamenteel onderzoek op moleculair biologisch terrein.[26]
- 1986, 1999: Alcon-Research Award of Excellence, een Amerikaanse onderscheiding voor wetenschappelijk onderzoek.[3]
- 1990: Golden Proctor medaille van de Association for Research in Vision and Ophthalmology.[27]
- 1994: Officier in de Orde van Oranje Nassau.[7]
- 1996: Zilveren Anjer uit handen van Prins Bernhard voor zijn bijzondere bijdrage aan het behoud van het Joods cultureel erfgoed in Nederland.[28]
- 2000: Zilveren erepenning van de stad Amsterdam.[7]
- 2009: L’Dor Vádor Onderscheiding Stichting Internationaal Joods Muziek Festival.[17]
- 2012: Erelid van koor Kol Chadash, Nijmegen.[29]
- Ereburger van de stad Fulda, Duitsland.[17]

## Varia
Bloemendal komt in 1964 voor in de documentaire Amsterdam, van Herman van der Horst. Dit is een documentaire over Joods Amsterdam.
In 1986 treedt Bloemendal wederom prominent op op televisie, ditmaal in een EO-documentaire over het Nieuw Israelietisch weekblad (NIW), genaamd Ha-shomer emet le'olam ("Die trouw houdt tot in de eeuwigheid"), en geregisseerd door Dirk Varwijk.
Ter gelegenheid van zijn 65e verjaardag was een Hans Bloemendal-Award in het leven geroepen, waarmee een decennium lang om de paar jaar een grote prijs kon worden uitgereikt aan een spreker van internationale allure. Sinds 2007 wordt jaarlijks de Hans Bloemendal Medal for Outstanding Scientific Achievement uitgereikt aan gerenommeerd wetenschappers in de moleculaire levenswetenschappen tijdens de door het RIMLS georganiseerde New Frontiers symposia.